# Islas Sisargas
Las islas Sisargas son un pequeño archipiélago que se encuentra frente a Malpica de Bergantiños, en la Costa da Morte, comunidad autónoma de Galicia (España).
El archipiélago está formado por tres islas, llamadas Sisarga Grande, Sisarga Chica y Malante, y una serie de islotes circundantes como Chalreu y Xoceiro. Las islas son en su mayoría de naturaleza escarpada, lo que propicia que en la Sisarga Grande haya numerosos acantilados. Sin embargo, en esta misma isla podemos encontrar un embarcadero y una pequeña playa en el sur.
El primer faro del archipiélago, uno de los más antiguos de la Costa da Morte, fue construido en 1853. Además, se dice que hubo una ermita dedicada a Santa Mariña que fue derruida por los ataques normandos.
Las islas están declaradas Zona de Especial Protección para las Aves (ZEPA) dentro del LIC Costa da Morte – Rede Natura 2000. La riqueza ornitológica de las islas queda patente en las numerosas colonias de aves marinas, como la gaviota sombría, la gaviota tridáctila o la gaviota patiamarilla.